# Лоно (Бергамо)
Лоно је насеље у Италији у округу Бергамо, региону Ломбардија.
Према процени из 2011. у насељу је живело 454 становника. Насеље се налази на надморској висини од 697 м.